# ISO 3166-2:CK

Lokalizace Cookových ostrovů na mapě

Kódy ISO 3166-2 pro Cookovy ostrovy neidentifikují žádné regiony (stav v roce 2015).